# Melandsholmen
Melandsholmen est une île norvégienne du comté de Vestland appartenant administrativement à Etne.

## Description
Rocheuse et couverte d'arbres, elle s'étend sur environ 149 m de longueur pour une largeur approximative de 119 m. 